# Alberto Orte Lledó
Alberto Orte Lledó (Melilla, 1919-San Fernando, 2011) fue un contraalmirante español. Fue presidente de la comisión dedicada a la hora de la Unión Astronómica Internacional, miembro del Comité Consultivo de la Definición del Segundo y director del Real Observatorio de la Armada.

## Biografía
En 1937 se incorporó a la armada como marinero en el crucero Canarias. En 1939 entró en la Escuela Naval Militar de San Fernando. En 1943 llegó a alférez de navío.
Estudió Ciencias Físico-Matemáticas y se diplomó en Astronomía y Geofísica en la Escuela de Estudios Superiores de la Armada. Se especializó en la medida del tiempo en la Oficina Internacional de la Hora de París.
En 1956 el Comité Internacional de Pesas y Medidas decidió que:

El segundo es la fracción 1/31 556 925,9747 del año trópico para enero de 1900, de 0 a 12 h del Tiempo de Efemérides

En 1957 Orte pasó a ser miembro del Comité Consultivo de la Definición del Segundo, dependiente del Comité Internacional de Pesas y Medidas. En sus reuniones se tomaron decisiones que afectaron a la redefinición de esta unidad de tiempo.
En la 13.ª Conferencia General de Pesas y Medidas, que tuvo lugar entre 1967 y 1968, se consideró que la definición del segundo adoptada en 1956 no era adecuada y decidió que:

El segundo es la duración de 9 192 631 770 periodos de la radiación correspondiente a la transición entre los dos niveles hiperfinos del estado fundamental del átomo de cesio 133

En 1961 pasó a ser miembro de la Unión Astronómica Internacional, convirtiéndose en presidente de la comisión dedicada a la hora de esta institución en 1976.
En 1977 fue nombrado director del Real Observatorio de la Armada en San Fernando, donde hacia 1930 se había creado un servicio horario.
En enero de 1978, teniendo el rango de capitán de navío, se le concedió la Cruz del Mérito Naval de 1.ª Clase, con Distintivo Blanco.
En julio de 1978 fue ascendido a contraalmirante. En diciembre de 1985 se le concedió la Gran Cruz del Mérito Naval, con Distintivo Blanco.
En septiembre de 1983 pasó a la reserva activa y en diciembre de 1984 cesó en el cargo de director del Real Observatorio de la Armada. En 1986 pasó a segunda reserva, por tener la edad reglamentaria para ello.